# کتاب شفا
الشِّفاء مهم‌ترین و جامع‌ترین اثر ابن سینا را می‌توان دائرةالمعارفی به زبان عربی، در علوم عقلی به حساب آورد که در آن چکیدهٔ آرای فلاسفهٔ بزرگ قدیم یونان و شارحان مدرسهٔ اسکندریه و افلاطونیان و نوافلاطونیان و… در همهٔ علوم عقلی، اعم از منطق، طبیعیات، ریاضیات و الهیات فراهم آمده و مورد تحلیل و نقد و بررسی علمی قرار گرفته است. مؤلف در کتاب گران‌سنگ شفاء در هر چهار قسمتِ منطق، ریاضی، طبیعی و الهیات توانسته به‌طور دقیق و کامل سخن بگوید و مطالب لازم را دربارهٔ هریک از این چهار علم شریف به صورتی منظم و قابل استفاده در اختیار مخاطب قرار دهد.
کتاب شفاء، مشتمل بر فنون طبیعیات، منطق، الهیات و ریاضیات است؛ به این صورت که مباحث هر علمی به فنونی، و مباحث هر فنی به مقالاتی، و مباحث هر مقاله‌ای به فصولی تقسیم شده و در هر فصل، مسائل، با حوصله و تفصیلی که شایستهٔ آثار علمی است، بدون تکرار و اطناب، مورد بررسی قرار گرفته است.

## علم منطق

### فصل‌بندی منطق
این بخش کتاب، با آن که به‌طور پراکنده و در بیش از ده سال و در حالات و شرایط کاملاً متفاوت و پرفراز و نشیب، نوشته شده است و با آن که بخش اعظم آن، بدون دسترسی به منابع و تنها با تکیه بر حافظه، تألیف گردیده است، از عالی‌ترین دقایق و تحلیل‌های علمی و فلسفی برخوردار است. بخش منطق شفا از جامع‌ترین آثار دربارهٔ علم منطق می‌باشد و در چهار جلد رحلی، به زبان عربی، به چاپ رسیده است.
بخش منطق این کتاب در نه فن تنظیم شده است به این صورت:
1. فن اول، مشتمل بر دو مقالهٔ چهارده فصلی و چهار فصلی.
2. فن دوم، مشتمل بر هفت مقالهٔ شش، پنج، چهار، پنج، شش، شش و چهار فصلی.
3. فن سوم، مشتمل بر دو مقالهٔ ده و پنج فصلی.
4. فن چهارم، مشتمل بر نه مقاله هفت، چهار، پنج، شش، پنج، شش، سه، سه و بیست و چهار فصلی.
5. فن پنجم، مشتمل بر چهار مقالهٔ دوازده، ده، نه و ده فصلی.
6. فن ششم، مشتمل بر هفت مقالهٔ ده، شش، چهار، سه، پنج، یک و چهار فصلی.
7. فن هفتم، مشتمل بر دو مقالهٔ چهار و شش فصلی.
8. فن هشتم، مشتمل بر چهار مقالهٔ هفت، نه، هشت و پنج فصلی.
9. فن نهم، مشتمل بر هشت فصل.

### محتوای منطق
شیخ الرئیس در مبسوط‌ترین اثر خود؛ یعنی شفا که قصد همراهی با حکمای مشاء را داشته، خود را ملزم کرده تا حد امکان از مخالفت با ایشان بپرهیزد. در تألیف این کتاب تا حد زیادی از طریق ارسطو پیروی کرده است؛ به گونه‌ای که می‌توان بخش منطق شفا را شرحی بر ارغنون ارسطو دانست و چنان‌که خود او در مقدمه آن گفته است، در ترتیب مطالب از ترتیب کتاب‌های صاحب منطق (ارسطو) پیروی کرده است. شیخ الرئیس در پایان کتاب سفسطه از منطق شفاء، سخن خود ارسطو را نقل می‌کند که او در باب قیاس از پیشینیان خود جز قوانین مجمل و ضوابط غیر مفصل، چیزی به ارث نبرده و این او بوده است که با رنج فراوان و کوشش بسیار، ضروب هر قیاس و شرایط انتاج آن را بیان داشته است. آن گاه ابن سینا پس از نقل سخن ارسطو، خود، می‌گوید: «ای گروه دانش پژوهان و اندیشمندان دربارهٔ آنچه این مرد بزرگ گفته تأمل کنید که آیا بعد از او تا به امروز که نزدیک به هزار وسی صد سال می‌گذرد، کسی آمده است که بر آن خرده گیرد یا ثابت کند که در سخن او نقصی هست ویا بر آن چیزی بیفزاید؟ خیر آنچه ارسطو آورده، کامل و میزان صحیح و حق صریح می‌باشد».
پیروی ابن سینا از ارسطو، هرگز مقلدانه نبوده که فقط به شرح و تفسیر کلام او اکتفا کند، بلکه چنان‌که خود او تصریح فرموده، هیچ مطلب قابل توجهی در آثار پیشینیان نبوده مگر آن که آن را در این کتاب گرد آورده است، احکام و مطالبی که در کتب قدما در جایگاه شایسته خود قرار نداشته به جایگاه شایسته اش انتقال داده، اگر در مطالب گذشتگان خلل و نقصانی دیده با فکر و نظر خود بر آن‌ها افزوده و تکمیل کرده و برخلاف عادت منطقیان، مطالب بی ارتباط با این علم و مرتبط با فلسفه اولی را از منطق حذف و در فلسفه اولی مطرح کرده است و به این ترتیب مهم‌ترین نقش را در تنظیم، تبیین و تکمیل منطق و فلسفه ارسطویی ایفا نموده است.

### فنون منطق شفا
فنون نه‌گانه‌ای که در منطق شفاء مطرح شده‌اند، عبارتند از:
۱. ایساغوجی یا مدخل منطق که در آن از معرفی منطق و سایر علوم؛ فایده و موضوع منطق؛ تعریف لفظ مفرد و مرکب؛ بررسی نظریات گوناگون در مورد ذاتی و عرضی؛ بررسی نظرات گوناگون دربارهٔ آنچه بر ماهیت دلالت می‌کند؛ تقسیم لفظ مفرد کلی به اقسام پنج‌گانه؛ جنس؛ نوع؛ بررسی تعاریف نوع؛ کلی طبیعی، عقلی و منطقی؛ فصل؛ عرض خاص و عام؛ اشتراکات و اختلافات کلیات خمس با یک دیگر… بحث شده است
۲. قاطیغوریاس یا مقولات که در آن از اجناس عالی ماهیات ممکنه که آن‌ها را «مقولات عشر» می‌نامند گفتگو شده است.
۳. باری ارمنیاس یا عبارت که مشتمل بر مباحث قضایا می‌باشد.
1. آنالوطیقای اول یا تحلیلات اول که در آن از صورت قیاس مطلق، اقسام گوناگون قیاس و اشکال مختلف قیاس بحث شده است.
2. آنالوطیقای دوم یا تحلیلات دوم که در آن از برهان؛ یعنی قیاسی که مقدماتش قضایای یقینی باشد، سخن به میان آمده است.
3. طوبیقا یا جدل که در آن از شناخت قیاس جدلی و فایده و اصطلاحات مربوط به آن بحث شده است.
4. سوفسطیقا یا سفسطه که در آن از شناخت مغالطه و اقسام آن و کیفیت مقابله با هر قسم، بحث شده است.
5. ریطوریقا یا خطابه که در آن از فایده خطابه، اغراض اولیه خطیب، تحسینات و اختیار الفاظ برای تعبیرات و… سخن گفته شده است.
6. بوطیقا یا شعر که در آن از تعریف شعر، انواع صنعت‌های شعری، اغراض کلی شعرا، مناسبت تعداد ابیات با اغراض و… بحث شده است.

## علم الهیات
الهیات شفاء بخشی از کتاب گران‌سنگ شفای بوعلی است. این کتاب، به زبان عربی و حاوی مباحث فلسفه اعلی یا الهیئت بالمعنی الاعم می‌باشد.
این بخش کتاب سال‌ها در اروپا تدریس می‌شده است و هم‌اکنون در حوزه‌های علمیه تدریس می‌شود.
تأثیر این بخش از شفاء، نه تنها در شرق که در غرب نیز بسیار شگفت‌انگیز بوده است؛ به گونه‌ای که متفکرین غربی، آن را مقدم بر سایر اجزای شفاء، به زبان لاتینی ترجمه کرده‌اند.
الهیات شفا، مشتمل بر ده مقاله به ترتیب هشت فصلی، چهار فصلی، ده فصلی، سه فصلی، نه فصلی، پنج فصلی، سه فصلی، هشت فصلی، هشت فصلی و پنج فصلی است.

### مقالات الهیات شفا
- مقاله اول: از موضوع فلسفه اولی و منفعت و مرتبه و نام این علم و اجمالی از آنچه در این علم مورد بحث قرار می‌گیرد و… سخن گفته می‌شود.
- مقاله دوم، از جوهر و اقسام آن، جوهر جسمانی و… و عاری نبودن ماده جسمانی از صورت و… و تقدیم صورت بر ماده در مرتبه وجود و… بحث می‌شود.
- مقاله سوم، مباحثی در مورد وضعیت مقولات نه‌گانه و عرضیت آن‌ها و واحد و تحقیق واحد و کثیر و عرض بودن عدد و دربارهٔ علم و عرض بودن آن و… مطرح می‌شود.
- مقاله چهارم، متقدم و متأخر و حدوث و قوه و فعل و قدرت و عجز و تام و ناقص و… بررسی می‌شود.
- مقاله پنجم، از امور عامه و کیفیت وجود آن‌ها و چگونه بودن کلیت برای طبایع کلی و تفاوت بین کل و جزء با کلی و جزئی و تفاوت بین جنس و ماده و… سخن به میان می‌آید.
- مقاله ششم، دربارهٔ اقسام علل و احوال آن‌ها و حل اشکال بر معیت هر علتی با معلولش و… بحث می‌شود.
- مقاله هفتم، دربارهٔ هوهویت و اقسام آن و غیریت و خلاف و اصناف تقابل و مثل و مبادی تعلیمیات و… بحث می‌شود.
- مقاله هشتم، سخن از تناهی علل فاعلی و قابلی و علل غایی و صوری و اثبات مبدأ اول و صفات اولیه واجب الوجود و… به میان می‌آید.
- مقاله نهم، صفت فاعلی مبدأ اول و اثبات دوام حرکت و کیفیت صدور افعال از مبادی عالیه و… بررسی می‌شود.
- مقاله دهم، دربارهٔ مبدأ و معاد و الهامات و منامات و دعاهای مستجاب و بلاهای آسمانی و احوال نبوت و… سخن گفته می‌شود.

## علم ریاضیات

### محتویات ریاضیات شفا
ریاضیات کتاب شفا شامل ۴ بخش زیر است: 
- بخش ۱ (فن اول) در اصول هندسه
- بخش ۲ (فن دوم)، در علم حساب
- بخش ۳ (فن سوم)، در علم موسیقی
- بخش ۴، در هیئت

### بخش اول: هندسه
بخش اول ریاضیات یا به عبارتی فن اول ریاضیات که عبارت است از هندسه، در واقع تحلیل و بررسی اصول اقلیدس می‌باشد که توسط حجاج بن یوسف مطر، به عربی ترجمه شده است. البته ترجمه‌های دیگری نیز موجود است که می‌توان حجاج بن یوسف را اولین مترجم اصول اقلیدس به حساب آورد. بو علی، در بخش هندسه برخلاف خود اقلیدس و مترجم آن، به تفصیل نپرداخته و فقط به مطالبی که برای درک قضایا و اثبات آن‌ها لازم است، پرداخته است. مقصود ابن سینا این است که متعلم را هر چه سریع تر با مبانی هندسه آشنا سازد. وی به گفته شاگرد و دوستش، ابو عبید جوزجانی، ابتدا کتابی به نام مختصر اقلیدس، تألیف کرد که بعداً بخشی از کتاب شفا را تشکیل داد. ابن سینا، بخش هفتم کتاب نجات را نیز به هندسه اختصاص داده است. نظریات ابن سینا در ریاضیات هنوز کاملاً مورد بررسی قرارنگرفته است، ولی کارل لوکوچ، بخشی از فن اول ریاضیات شفا (هندسه مسطحه) را در کتاب خود مورد بررسی قرار داده است. هندسه، به نظر ابن سینا، یکی از علوم ریاضی، بلکه اولین علم از علوم ریاضی است که متکفل آموزش اوضاع خطوط، اشکال سطوح و انحطام مقادیر می‌باشد.

#### مقالات هندسه
۱. مقاله اول از بخش هندسه ریاضیات شفا، در تعریف مثلث و متوازی‌الأضلاع می‌باشد. اولین مطلبی که در این مقاله بیان می‌گردد، تعریف نقطه و خط است. مؤلف، نقطه را به شی ء ما لا جزء له و خط را به طول بلا عرض و طرفاه نقطتان، تعریف می‌کند، سپس به تعریف زاویه قائمه، حاده و منفرجه می‌پردازد. در ادامه انواع مثلث که عبارتند از: مثلث متساوی الاضلاع، مثلث متساوی‌الساقین، مثلث مختلف‌الأضلاع و مثلث قائم الزاویة بیان شده، سپس مربع و مستطیل و اشکالی که چهار ضلعی می‌باشند، با انواع گوناگونشان مورد بررسی قرار گرفته‌اند. دیگر اشکال چند ضلعی و تعریف دو خط موازی نیز در بخش مقدمه مقاله اول هندسه مطرح گردیده‌اند. ابن سینا، در بخشی به نام علم جامع، کیفیت به دست آمدن مثلث متساوی الاضلاع از دو دایره را بیان کرده است.
۲. مقاله دوم در مورد خط مستقیم و تقسیمات آن می‌باشد. وی این بخش را با تعریف مربع به سطح قائم الزاویایی که خطوط محیط به زاویه قائمه بر آن احاطه دارند، آغاز می‌کند. چگونگی به دست آمدن مربع و انواع آن نیز در این بخش مورد بررسی قرار گرفته است.
۳. مقاله سوم در مورد دایره است. ابن سینا، می‌گوید: در دایره تمام قطرها و نصف قطرها که امروزه شعاع گفته می‌شود، با همدیگر مساوی هستند. به دست آوردن مرکز دایره، نقطه مماس دو دایره و مطالبی از این قبیل نیز در همین مقاله مطرح شده‌اند.
۴. مقاله چهارم، در مورد عملیات مثلث‌ها و دایره‌ها است. شکل محیط، اولین مبحث این بخش می‌باشد.
۵. مقاله پنجم در مورد نسبت می‌باشد. شیخ الرئیس، در این بخش، جزء را به مقدار کوچک‌تر از مقدار بزرگ‌تر معرفی می‌کند و…
1. سطوح متشابهه، عنوان مقاله ششم است. ابو علی سینا سطوح متشابهه را به زوایای متساویه و اضلاع تناسبیه آن‌ها معنا می‌کند و می‌گوید: سطوح متکافئه، سطوحی هستند که اضلاعشان بنا بر تقدم و تأخر با هم متناسب می‌باشند.
2. مقاله هفتم دربارهٔ اشتراک و تباین و… است. در این مقاله، راجع به وحدت، عدد، زوج و فرد توضیحاتی داده شده است؛ برای مثال می‌فرماید: واحد، به هر چیزی که عقلا قابل قسمت نباشد، گفته می‌شود و عدد، جماعت مرکبی از واحدها است. عدد زوج، عددی است که قابل قسمت به دو عدد مساوی باشد.
3. هشتمین مقاله، متعلق به بحث متوالیات است.
4. نهمین مقاله در ادامه بحث متوالیات می‌باشد و عنوان «متوالیات و ما یتصل بها من عوامل و غیرها» را به خود اختصاص داده است.
5. مقاله دهم، در اشتراک و تباین است و در ادامه خطوط مشترک توضیح داده شده است که مثل سایر بخش‌ها با اشکال گوناگونی همراه است.
6. یازدهمین مقاله، دربارهٔ هندسه فراغیه می‌باشد. در این قسمت، اشکال به مجسم، منشور و مخروط و استوانه تقسیم شده و هر کدام با توضیح و تعریف خاص خودش مورد بررسی واقع گردیده و شیوه محاسبه هر کدام، با ترسیم اشکالی بیان شده است.
7. مقاله دوازدهم، کثیرات السطوح نام دارد که در واقع بحث از اشکالی است که دارای چند سطح مختلف می‌باشند.

۱۳٬۱۴٬۱۵. عنوان‌های مقاله سیزدهم، چهاردهم و پانزدهم به ترتیب عبارت است از: «القسمة ذات الوسط و الطرفین و المضلعات المنتظمة»، «القسمة ذات الوسط و الطرفین و المجسمات المنتظمة» و «رسم مجسمات منتظمة داخل بعضها».

### بخش دوم: حساب
دومین بخش ریاضیات، علم حساب است. ابن سینا، این بخش را در قالب چهار مقاله توضیح داده است که مقاله اول، در خواص عدد؛ مقاله دوم، در احوال عدد از حیث اضافه شدنش به غیر؛ مقاله سوم، در احوال عدد از حیث تألیفش از واحدها و مقاله چهارم، در متوالیات ده‌گانه است. مؤلف، در جاهای دیگر همچون کتاب قاطیغوریاس و… از ماهیت عدد و اقسام آن سخن گفته است. برخی از مسائل مطرح شده در این مقاله عبارتند از: هر عددی نصف مجموع دو عدد زیرین و رویین خویش است، چنان‌که پنج، نصف حاصل جمع شش و چهار می‌باشد؛ مربع هر عددی مساوی است با حاصل ضرب دو عدد زیرین و رویین آن به اضافه یک، چنان‌که مربع پنج، برابر است با حاصل ضرب شش در چهار به اضافه یک (بیست و پنج) و… مقاله دوم، در باب احوال عدد است از جهت اضافه شدنش به غیر. ابن سینا، می‌گوید: در باب عدد، دو نگاه به عدد ممکن است: اول، نگاه به عدد از باب اینکه فی نفسه معتبر است و دیگری از این جهت که اضافه به عددی دیگر می‌گردد. احوال عدد از حیث کیفیت تألیفش از واحدها، عنوان مقاله سوم است. مقاله چهارم در متوالیات ده‌گانه می‌باشد که در آن مناسبات و اصناف و خواص آن مطرح گردیده است.

### بخش سوم: موسیقی
سومین بخش ریاضیات، علم موسیقی است که بو علی، خود، آن را «جوامع علم الموسیقی» نامیده است. این بخش، حاکی از تسلط قابل توجه مؤلف بر علم موسیقی است و البته این تسلط در دیگر علما و دانشمندان زمان ابن سینا نیز کم و بیش مشهود است. موسیقی در عصر مؤلف، در هزار سال پیش، بسیار مورد توجه بوده است و بسیاری آن را پیشه خود می‌ساختند و در جامعه ارجمند بودند. فضلا و امرا و پادشاهان آن را دوست می‌داشتند و اغلب، خود، نیز می‌آموختند. موسیقی، فن و علمی صاحب شان بوده است و به این سبب دانشمندان مشرق زمین چون کندی، فارابی، خوارزمی، اخوان الصفا و دیگران به آن توجه داشتند و آن را توسعه داده ومورد مباحثه و تدریس و عمل قرار می‌دادند و راجع به آن کتاب می‌نوشتند. ابن سینا از بزرگان علمای موسیقی و مشاهیر موسیقی دانان زمان خود بوده و مباحث اصلی موسیقی را با نهایت دقت، تشریح نموده است. این، تعجبی ندارد، چه این فیلسوف شهیر، دامنه فکری خود را به ناحیه خاصی از دانش محدود نکرده، بلکه نواحی مختلف معرفت و ضمن آن‌ها موسیقی را نیز پیموده است و آن را از اقسام چهارگانه حکمت ریاضی شمرده و در کنار علم حساب، هندسه و علم هیئت قرار داده است. بو علی، سه کتاب در موسیقی دارد که دو تای آن‌ها به عربی و سومی را به فارسی نگاشته است. مهم‌تر از همه در کتاب شفا است و آنچه در کتاب نجات است، در واقع خلاصه‌ای از شفا می‌باشد و فارسی آن در دانش نامه علایی است که خلاصه‌ای از کتاب نجات است و معروف است که قسمت موسیقی دانش نامه را جوزجانی، شاگرد بو علی، بعد از وفاتش به رشته تحریر درآورده است. ابن سینا، در موسیقی شفا، به دو کتاب دیگر اشاره می‌کند که در آن بعضی از مباحث موسیقی را شرح داده است؛ این دو، یکی کتاب البرهان است و دیگری کتاب اللواحق. ابن ابی اصیبعه، خبر داده که بو علی، کتاب دیگری به نام «المدخل الی صناعة الموسیقی» نگاشته است که موضوع آن با قسمت موسیقی کتاب النجات متفاوت است. متأسفانه سه کتاب مزبور، تاکنون به دست نیامده است. مهم‌ترین کتاب موسیقی ابن سینا، قسمت موسیقی شفا است که از نفیس‌ترین مراجع موسیقی ایران شمرده می‌شود و تا آن جا که بر ما مکشوف است، این اثر، توسط بارون درلانژر به فرانسه ترجمه شده و موسیقی عربی نام گرفته است.

#### مقالات موسیقی
موسیقی شفای ابن سینا، شامل شش مقاله است که هر یک به ترتیب زیر فصولی دارد:
1. مقاله اول، شامل پنج فصل است: فصل اول، در تعریف موسیقی و اسباب صوت و… است. فصل دوم، در شناخت ابعاد متفقه و ابعاد متنافره و… است. فصل سوم، در ابعاد متفقه به اتفاق اصلی است. فصل چهارم، در ابعاد متفقه به ابعاد بدلی است.
2. مقاله دوم، دارای دو فصل است که اولی، در جمع کردن بعضی از ابعاد با برخی دیگر و جدا کردن بعضی از بعضی دیگر می‌باشد و دومی، در مضاعف و نصف کردن ابعاد است.
3. مقاله سوم، شامل چهار فصل است که فصل اول، در جنس و تقسیم آن به انواع است. فصل دوم، در تعداد اجناس است. فصل سوم، دربارهٔ اجناس قوی است. فصل چهارم، دربارهٔ اجناس ملایم است.
4. مقاله چهارم، دارای دو فصل است که اولی، در جماعت و دومی، در انتقال است.
5. مقاله پنجم، شامل پنج فصل است که اولی، در نت‌های موسیقی یا علم اوزان و دومی، در وزن خوانی یا حکایت آهنگ‌ها با زبان و سومی، در انواع اوزان متصل و منفصل و چهارمی، در اوزان چهار تایی، پنج تایی، شش تایی و اوزان معمولی و پنجمی در اوزان شعری است.
6. مقاله ششم، شامل دو فصل است که اولی، در ترکیب و تألیف آهنگ و دومی، در آلات موسیقی است.

#### مبنای موسیقی ابن سینا
اغلب مستشرقین، به استناد اینکه فلاسفه مشرق، علمای یونان را شناخته و کتاب‌های آن‌ها را به عربی ترجمه کرده و خوانده‌اند، گفتار آن‌ها را در موسیقی بر پایه موسیقی یونان، استوار دانسته‌اند و حتی نظریات علمی آنان را بر موارد عملی موسیقی شرقی، منطبق نگرفته‌اند، چنان‌که گویی بحث فارابی و ابوعلی سینا در موسیقی، یک بحث ریاضی بیش نبوده و بر عمل موسیقی آن زمان تطبیق نمی‌کرده است. این گونه قضاوت، به نظر، بسیار نارواست، چه گام منسوب به فیثاغورث که بر پایهٔ عدد سه استوار است و پایه گام ملودی موسیقی غربی است، از هزارها سال پیش در چین به شکل خاصی مورد استعمال بوده است و مسلماً از قدیم در ایران وجود داشته است.
فارابی، در شرح تنبور خراسان و درجه‌بندی آن، وجود چنین گامی را تأیید می‌کند، در حالی که در شرح تنبور بغداد که گام آن معرف موسیقی عربی پیش از اسلام است، چنین درجه‌بندی وجود ندارد. چنانچه این گام از یونان به ایران آمده باشد، باید نخست از بغداد عبور کرده باشد. هم چنین گام منسوب به اریستکسن را که پایه گام هارمونی مغرب است، در موسیقی هند و ایران می‌توان یافت و دلیلی نیست که بگوییم موسیقی از یونان به ممالک شرق رفته است. بنا بر این مباحث علمی موسیقی فارابی و بو علی سینا، بر موسیقی علمی زمان خودشان تطبیق می‌نموده و این دانشمندان، اسرار آن را مکشوف و قوانین آن را پی ریزی کرده‌اند. روش بو علی، در بحث و تحقیق دربارهٔ موسیقی، نشان می‌دهد که عقیده‌های متقدمین یونانی خود؛ یعنی پیروان مکتب‌های فیثاغورث، افلاطون و بطلمیوس را پیروی ننموده و به خصوص در مورد جستجوی رابطه‌ای بین اوضاع و احوال آسمان و خواص روح و ابعاد موسیقی، عقیده‌های آنان را صحیح ندانسته و فلسفه آن‌ها را مندرس شمرده است و معتقد است که آنان، صفات اصلی و کیفیات اتفاقی اشیاء را به جای هم گرفته‌اند و در شناختن حقایق اشیاء راه صحیح نپیموده‌اند؛ آن جا که در مقدمه، می‌گوید: هم چنین از جستجوی رابطه‌ای بین احوال آسمان و خواص روح و ابعاد موسیقی، خودداری می‌کنیم تا از روش کسانی که از حقیقت هر علم آگاهی ندارند، پیروی نکرده باشیم، چه اینان وارث فلسفه‌ای مندرس می‌باشند؛ صفات اصلی و کیفیات اتفاقی اشیاء را به جای هم می‌گیرند و خلاصه کنندگان نیز از آن‌ها تقلید کرده‌اند، ولی اشخاصی که فلسفه حقیقی را فهمیده و مشخصات صحیح اشیاء را درک کرده‌اند، اشتباهاتی را که در اثر تقلید رخ می‌دهد، تصحیح نموده و غلط‌هایی را که زیبایی‌های افکار کهنه را می‌پوشاند، پاک کرده‌اند؛ اینان سزاوار تحسینند. بو علی، در مباحث موسیقی، از فارابی پیروی کرده و عقیده‌های او را تشریح نموده است و آن‌ها را مختصر و مفید و بدون تکرار تشریح نموده است و هر مطبی را به دلایل و براهین منطقی مستند نموده و در این راه، نه تنها به اصول فیزیکی و ریاضی تکیه می‌کند که دامنه بحث را به فلسفه و علم النفس نیز می‌کشاند.
مؤلف، در تعریف موسیقی، رابطه علم موسیقی را با علوم دیگر چنین توضیح می‌دهد: «موسیقی، یکی از علوم ریاضی است که منظور از آن، مطالعه صداها و بحث در ملایمت و عدم ملایمت و هم چنین کشش آن‌ها و قواعد ساختن قطعات موسیقی است، بنا بر این علم موسیقی، شامل دو قسمت است: علم ترکیب نغمات مربوط به صداهای موسیقی و علم اوزان مربوط به زمان‌هایی که صداهای یک نغمه را از یک دیگر جدا می‌سازد. پایه‌های این دو قسمت بر اصولی استوار است که از علومی خارج از موسیقی اخذ می‌شوند؛ بعضی از این اصول، از ریاضی و بعضی دیگر، از فیزیک و علوم طبیعی و برخی، از هندسه گرفته می‌شوند.» وی در تعریف صدا، فلسفه وجود صدا و ماهیت آن را بیان می‌کند و می‌گوید: «صدا، یکی از پدیده‌های خارجی است که حواس ما درک می‌کند و احساس آن ممکن است خوش آیند باشد…» صدا، از نظر احساس به خودی خود نمی‌تواند خوش آیند یا بدآیند باشد، فقط هنگامی که بیش از اندازه شدت یابد، گوش ما از آن رنج می‌برد. یک آلت موسیقی که بیش از حد لازم قوی زده شود، صدای نامطبوع ایجاد می‌کند که به گوش، زننده است، ولی از طرف دیگر صدا می‌تواند، نه از نظر احساس، بلکه از نظر رابطه‌ای که با قوه شنوایی دارد و به وسیله آن تصویری از صدا در ذهن ایجاد می‌شود و هم چنین عملی که در یک قطعه موسیقی دارا است، خوش آیند یا بدآیند باشد. در شرح علل زیری و بمی صدا، قوانین ارتعاش را در اجسام روشن می‌سازد و می‌گوید: علل زیری صدا، عبارتند از: اتصال شدید ذرات جسم و سختی آن، کوچکی ابعاد آن و زیادی نیروی کشش و… درجهٔ زیری و بمی، با زیاد و کم شدن علل آن بستگی دارد؛ مثلاً تاری، با کشش ثابت، تغییر طول صداهایی با زیر و بمی متفاوت ایجاد می‌کند؛ هر چه طویل تر باشد، صدا بم تر است. تعیین درجهٔ زیر و بمی، به اندازه‌گیری مقادیر خواصی که به آن اشاره شده، میسر است. هم چنین مقایسه دو صدا، با مقایسه مقادیر خواص مشابه آن، انجام می‌شود؛ مثل مقایسه طول‌های آنها. بنا بر این مسلم می‌شود که اولاً هر دو صدا به نسبت معینی از زیری و بمی می‌باشند و ثانیاً می‌توان نسبت بین آن دو را مشخص نمود. ابعاد ملایم و غیر ملایم را با نسبت‌های مشخص، معرفی می‌کند. ابعاد ملایم، آنهایی است که صداهای آن بالفعل یا بالقوه مشابه باشند. آنهایی که بالفعل مشابهند، با نسبت‌هایی از اکتاو معرفی می‌شوند و آنهایی که بالقوه مشابهند، به صورت نسبت‌هایی به شکل+ ۱/ ی به اصطلاح نسبت‌های سوپر پارتیل می‌باشند. در جمع و تفریق ابعاد، به پیروی از روش فارابی، ضرب و تقسیم نسبت‌های معرف آن‌ها را به کار می‌برد و این عمل در حقیقت فکر ایجاد لگاریتم است. در تقسیم اجناس، گوش زد می‌سازد که مقادیر ۲۴۳/ ۲۵۶ از نیم پرده کوچک‌تر است و با اینکه این بعد به خودی خود جزء ابعاد غیر ملایم است، ولی وجود آن در دنباله دو بعد ملایم ۸/ ۹ خوش آهنگ و مطبوع است، چنان‌که می‌دانیم این جنس معرف گام ماهور ایرانی و ماژر موسیقی غربی است و امروزه جزء دستگاه‌های اصیل ایران شمرده می‌شود. هم چنین بین اجناس، جنسی را ملایم تر از همه می‌داند که ابعاد آن به ترتیب ۹/ ۱۰ و ۸/ ۹ و ۸/ ۱۶ باشد و چنان‌که مشهود است گام هارمونیک، از خواص فوق ساخته می‌شود. وجود هارمون را به معنای امروزی کلمه قائل است و می‌گوید: صداها ممکن است با هم یا پی در پی نواخته شوند، چنان‌که می‌دانیم برای ساختن آهنگ، صداهایی به کار می‌روند که پی در پی دنبال هم واقع می‌شوند. وقتی چندین صدا با هم نواخته شوند، در حکم یک صدامی گردند، ولی چنانچه اختلاط آن‌ها با اصول صحیح باشد، باعث تقویت فکری می‌گردد… در شرح عود و پرده بندی آن، دقت کامل به کار برده است و به خصوص روشی را به دست می‌دهد که فقط با تشخیص اکتاوهای زیر و بم، می‌توان تمام پرده‌های عود را بست. بخشی از وسعت فکر و دقت علم شیخ الرئیس، در مطالعات مباحث آواشناسی و موسیقی، با این بیان مشخص گردید.

### بخش چهارم: هیئت
بخش هیئت ریاضیات شفا که مفصل‌ترین بخش این کتاب را تشکیل می‌دهد، حاوی سیزده مقاله است.

#### مقالات هیئت
مقاله اول، مانند دوازده مقاله بعدی، تلخیص کتاب بطلمیوس (المجسطی) می‌باشد. در فصول اول، دوم و سوم جایگاه زمین در میان افلاک و چگونگی به وجود آمدن خسوف و کسوف مطرح گردیده است. ارصاد ستارگان، تشخیص ساعت ظهر و مغرب و زمان طلوع و… دیگر مطالبی است که در این مقاله آمده است. در مقاله دوم، راجع به شناخت مقدار مشرق و همین‌طور شناخت نسبت مقیاس‌ها با سایه‌های آن‌ها در اعتدال ربیعی و خریفی و… و شناخت زوایای به وجود آمده از تقاطع دو دایره بروج و نصف النهار و شناخت زوایای حاصله از تقاطع دوائر بروج و افق و همین‌طور زاویهٔ حاصله از تقاطع دوائر بروج و دائره‌ای که از قطب افق می‌گذرد. از دیگر مباحث مطرح شده در این مقاله، مقدار زمان سال است که با اختلاف روز و شب در فصول مختلف سال، بیان گردیده است. مقاله چهارم، در مورد ارصادات است که برای شناخت حرکات ماه مؤثر است. زمان ادوار ماه و دیگر مطالبی در مورد حرکت این سیاره نیز در همین مقاله مورد بررسی قرار گرفته است. تحقیق احوال قمر، موضوع مقاله پنجم است که موارد مختلفی در این باره مطرح شده است. در مقاله ششم، جداول اجتماعات و استقبالات آمده که بیان حدود کسوف و خسوف و جداول آن‌ها موضوع این مقاله‌اند. مقاله هفتم، راجع به امور کواکب ثابت است و مقاله هشتم، دربارهٔ تقارن آن کواکب ثابته با خورشید، در هنگام طلوع و غروب و وسط ظهر است. فصل نهم و دهم و یازدهم، در جوامع امور کواکب متحیره است. مقاله دوازدهم، دربارهٔ مقدماتی است که آگاهی بر آن‌ها برای شناخت رجوع کواکب پنج‌گانه لازم است. مقاله سیزدهم، دربارهٔ اصولی است که در ممر کواکب پنج‌گانه بر اساس آن‌ها عمل می‌شود.

### دیگر آثار ابن سینا در هیئت
ابن سینا، کتب دیگری نیز در علم هیئت تألیف کرده است که از جمله آن‌ها می‌توان به بخش نهم کتاب نجات، تحریر المجسطی، علة قیام الارض فی حیزها یا قیام الارض فی وسط السماء، تفسیر السماء و العالم، کتاب الارصاد الکلیة، مقالة فی خواص خط الاستواء و معرفة ترکیب الافلاک اشاره کرد. ابزار ساخته شده توسط ابن سینا برای رصد ستارگان، توجه بسیاری از دانشمندان این علم را به خود جلب کرده است؛ برای نمونه می‌توان به یک مورد از آن‌ها اشاره کرد که از ابتکارات شیخ محسوب می‌گردد و شرح آن به این صورت است: دو بازوی و که هر دو دارای ضخامت و مدرج هستند، در نقطه لولا می‌کنیم. هر یک از دو بازو دارای طولی لااقل به اندازه ۵/ ۳ متر است، ولی طول بازوی زیرین می‌تواند کمی بیشتر از بازوی بالایی باشد. بر روی بازوی و عمود بر آن، زائده به‌طور ثابت نصب شده که روی آن، دو سوراخ و قرار دارند. زائده نیز دارای ساختمانی عیناً مانند زائده و عمود بر می‌باشد، به‌طوری‌که می‌توان آن را در طول حرکت داد. هم چنین بازوی متحرکی عمود برداریم و واضح است که با حرکت دادن در امتداد زاویه بین دو بازو، تغییر ارتفاع ستاره در نصف النهار اول بازوی را به‌طور کاملاً افقی، در امتداد خط نصف النهار قرار می‌دهیم و با تغییر موضع ستاره را در امتداد رصد می‌کنیم، اگر دقیقاً روی یکی از نقاط تقسیم که زاویه را نشان می‌دهد، افتاد، ارتفاع را می‌توان از روی درجه‌بندی خواند؛ در غیر این صورت بین دو درجه متوالی مربوط به دو زاویه ۱۱ قرار دارد؛ حال یا ستاره را با قرار دادن روی ۱ و تغییر محل زائده در دو سوراخ و رصد می‌کنیم یا اینکه را روی ۱ قرار می‌دهیم و با تغییر محل زائده ستاره را در امتداد و رصد می‌کنیم و ارتفاع ستاره عبارت خواهد بود از ۱–۱. از این‌جا معلوم می‌شود که زائده‌های و نقش ورنیه را برای این دستگاه اندازه‌گیری ایفا می‌کنند. قابل ذکراست که زائده‌ها طوری ساخته شده‌اند که خط بازوی را نمی‌تواند قطع کند. دربارهٔ احکام نجوم، باید گفت ابن سینا از منکران آن بوده و در این باره نیز رساله‌ای نوشته به نام ابطال احکام النجوم یا رسالة فی الرد علی المنجمین. وی علم احکام نجوم را چنین تعریف کرده است: احکام نجوم، علمی است متکی به گمان و تخمین و هدف آن این است که از صور فلکی ستارگان نسبت به یک دیگر و نسبت به صور منطقة البروج و از رابطه آن‌ها با زمین، نشانه‌ها و اخباری را راجع به ممالک، طالع‌ها، و… دریابد.

## علم طبیعیات

### فصل‌بندی طبیعیات
این اثر شیخ الرئیس در طول قرون مورد توجه کم‌نظیر دانشمندان مسلمان و غیر مسلمان واقع گردیده است که حاکی از جایگاه علمی و منطقی آن در بین کتب علوم عقلی می‌باشد. فعلاً آنچه مورد نظر ما است بخش طبیعیات است. تقسیم‌بندی بخش طبیعیات شفا، بدین صورت است: این بخش، مشتمل بر هشت فن است و فن اول آن، دارای چهار مقاله است که به ترتیب مشتمل بر پانزده، سیزده، چهارده و پانزده فصل می‌باشند؛ فن دوم آن، دارای یک مقاله ده فصلی است؛ فن سوم آن، یک مقاله پانزده فصلی دارد؛ فن چهارم آن، یک مقاله نه فصلی و یک مقاله دو فصلی دارد؛ پنجمین فن آن، دو مقاله دارد که هر کدام دارای شش فصل است؛ فن ششم آن، از پنج مقاله تشکیل یافته است که به ترتیب دارای پنج، پنج، هشت، چهار و هشت فصل می‌باشند؛ فن هفتم آن دارای یک مقاله هفت فصلی است؛ هشتمین فن آن، از نوزده مقاله تشکیل یافته است که مجموعاً دارای شصت و پنج فصل می‌باشند.

### محتوای طبیعیات
- فن اول در سماع طبیعی است و دارای چهار مقاله می‌باشد.
- فن دوم طبیعیات دربارهٔ آسمان و عالم می‌باشد که دارای یک مقاله ده فصلی است.
- فن سوم در کون و فساد است که آن نیز یک مقاله دارد که متشکل از پانزده فصل می‌باشد.
- فن چهارم طبیعیات در افعال و انفعالات است که یک مقاله نه فصلی و یک مقاله دو فصلی دارد.
- پنجمین فن، در علل کائناتی که نفس ندارند، اعم از معادن و آثار علویه، می‌باشد و دو مقاله دارد.
- فن ششم دربارهٔ نفس می‌باشد و از پنج مقاله تشکیل یافته است.
- فن هفتم در مورد نبات بوده و هفت فصل دارد.
- آخرین و هشتمین فن که مفصل‌ترین نیز هست، دربارهٔ حیوان است که از نوزده مقاله تشکیل یافته است.

### فنون طبیعیات

#### فن اول
فن اول در سماع طبیعی است و دارای چهار مقاله می‌باشد که مقاله اول آن در اسباب و مبادی طبیعیات است و دارای پانزده فصل می‌باشد. مقاله دوم در حرکت می‌باشد و سیزده فصل دارد. مقاله سوم در اموری است که دارای کم بوده و از چهارده فصل تشکیل یافته است. چهارمین مقاله فن اول، در عوارض این امور طبیعی و مناسبات بعضی با بعض دیگر است که فصولی پانزده‌گانه دارد.

##### مقاله اول
فصل اول مقاله اول از اولین فن طبیعیات، اختصاص به تعریف طریقی دارد که می‌توان به وسیله آن از راه مبادی طبیعیات، به طبیعیات عالم شد؛ که این مبادی را در فصل دوم به گونه مصادره و وضع شمارش نموده است و در فصل سوم اشتراک این مبادی را تبیین کرده است. تعریف طبیعت و نسبت آن با ماده و حرکت و صورت، عنوان‌های فصول بعدی هستند که در آن‌ها دارا بودن جسم طبیعت، ماده، صورت و اعراض را بیان کرده و طبیعت اجسام را مشخص می‌کند. تعریف مزاج و اجسام بسیطه را نیز در این فصول بیان کرده و الفاظ مشتق از طبیعت را در فصلی دیگر عنوان می‌کند. وی ضمن توضیح این الفاظ، طبیعت کلیه و جزئیه را تعریف کرده و در فصل بعدش به کیفیت بحث علم طبیعی و نقاط مشترک آن با علوم دیگر می‌پردازد. علت عنصری، علت فاعلی، علت صوری و علت غایی علل چهارگانه جسم طبیعی هستند که احوالشان در فصل دیگری از مقاله اول بحث شده است. ابن سینا علل ذاتی برای امور طبیعی را عبارت از فاعل، ماده، صورت و غایت می‌داند. مناسبات این علل نیز در فصل بعدی بررسی شده‌اند؛ برای مثال، فاعل، از جهتی سبب برای غایت بوده و از جهتی دیگر غایت، سبب فاعل می‌باشد؛ زیرا این غایت است که فاعل را حرکت می‌دهد تا فاعل باشد و… اقسام احوال علل، در فصل دوازدهم مطرح شده و در آخرین فصول این مقاله، مباحثی تقریباً مفصل راجع به بخت و اقبال بیان گردیده است.

##### مقاله دوم
مقاله دوم فن اول طبیعیات در حرکت و آنچه که با آن جاری است می‌باشد و در سیزده فصل بیان شده است که فصل اول آن اختصاص به علت صحبت از حرکت، دارد. شیخ الرئیس می‌گوید: تا به حال از مبادی عامه برای امور طبیعی سخن گفتیم، اکنون عوارض عامه آن امور را بررسی می‌کنیم که عام‌ترین عوارضشان حرکت و سکون است و از آن جایی که سکون همان عدم الحرکة است، ما سخن را روی حرکت می‌بریم. نسبت حرکت به مقولات، بحثی است که در دو فصل بعدی به آن پرداخته گردیده است. علت واقع نشدن حرکت در پنج مقوله مضاف، متی، جده، فعل، انفعال و هم چنین بروز حرکت در چهار مقوله کم، کیف، این و وضع را یادآور شده است؛ به عنوان مثال، در مقام بیان واقع نشدن و روی ندادن حرکت در مقوله مضاف، می‌گوید: هر جابه‌جایی و سیری در این مقوله، آنی است و اگر دگرگونی تدریجی در آن دیده شد، آن دگرگونی به واسطه مقوله دیگری است؛ بدین معنی که حرکت در مقوله مضاف، پیرو حرکت در مقوله دیگر است. تقابل حرکت و سکون، اقوال در مکان و نفی و اثبات آنها، جنس مکان و بیان نظریات در آن زمینه، قول به خلأ و تناقض در گفتار قائلین بدان، مباحثی در زمان و ماهیت آن و نظریات گونان دربارهٔ آن و رفع شبهاتی در رابطه با زمان، عنوان‌های دیگر فصول مقاله دوم را به خود اختصاص داده‌اند.

##### مقاله سوم
مقاله سوم در اموری است برای طبیعیات که از جهتی دارای کم می‌باشند. این مقاله، در چهارده فصل بیان گردیده که در فصل اول آن کیفیت بحث در این مقاله را توضیح داده است. شیخ الرئیس طبیعیات را به اجسام و احوال اجسام تقسیم می‌کند و حرکت و زمان را از احوال اجسام می‌داند و دربارهٔ ابتدا و انتها داشتن شان بحث می‌نماید. تتالی، تماس، تشافع، تلاحق، اتصال، وسط، طرف، با هم بودن و تنها بودن، مواردی هستند که بو علی قبل از ورود به بحث تناهی اجسام، به تعریف و توضیح آن‌ها پرداخته است تا برای چنین بحث حائز اهمیتی، شناخت لازم از احوال اجسام برای مخاطب ایجاد شده باشد. حالت اجسام به هنگام انقسام، مسافت‌ها و حرکت‌ها و زمان‌ها و هم چنین بحث از متناهی و نامتناهی بودن اجسام و… مباحث دیگری است که یکی پس از دیگری مورد بحث واقع گردیده‌اند. ابن سینا اجسام متناهی را از جهت اثرگذاری و تأثیرپذیری مورد بررسی قرار داده و تنها متقدم بر حرکت و زمان را ذات باری تعالی می‌داند. جهات اجسام و جهات حرکاتشان، از دیگر مطالب مهم این مقاله است. مؤلف، جهات را از لواحق اجسام به حسب کمیت می‌داند و جهات شش‌گانه را تشریح می‌نماید. بررسی مستقیم بودن جهت حرکت اجسام، آخرین فصل مقاله سوم می‌باشد.

##### مقاله چهارم
در مقاله چهارم که در پانزده فصل می‌باشد، به عوارض امور طبیعی و مناسبات بین اجسام پرداخته شده است. اغراضی که این مقاله بدان‌ها می‌پردازد، موضوع فصل اول مقاله بوده و در مقاله دوم، وحدت و کثرت حرکت بررسی شده است. ابن سینا واحد بودن حرکت را از جهات مختلفی ثابت کرده است؛ طبیعتاً شبهاتی در مورد واحد بودن حرکت، مطرح می‌شود که مؤلف به پاسخ مهم‌ترین آن‌ها پرداخته و تقابل حرکت و سکون و تضاد بین حرکات و تقابلشان را نیز بررسی کرده است. اتصال حرکات به همدیگر به‌طوری‌که سکونی بینشان فاصله نشود، از دیگر موضوعات مورد بحث در این مقاله است. حیز داشتن اجسام، آن هم حیزی واحد و طبیعی، حرکت بالعرض و حرکت قسریه و… از دیگر مباحث مقاله چهارم است که در بعضی موارد، بو علی مسیر ارسطو را پیموده و به نوعی شارح آرای مهم و قابل توجه وی می‌باشد، اما در پاره‌ای موارد نیز همچون حرکت قسریه به مخالفت با ارسطو برخاسته و به نظریه‌ای غیر از نظر او رسیده است. احوال علل محرکه و مناسباتی را که بین علل محرکه و متحرک وجود دارد، در آخرین فصل مقاله چهارم مورد بررسی قرار داده و می‌گوید: محرک یا بالذات است یا بالعرض که محرک بالعرض یا ذاتاً بالعرض است یا عرضیت را از غیر گرفته است و تحرکش هم یا بالطبع است یا بالقسر و.

#### فن دوم
در فن دوم که به نام فی السماء و العالم می‌باشد، طی ده فصل به بررسی اوضاع و احوال کواکب و… پرداخته است. قوا و افعال اجسام بسیطه و مرکبه، در اولین فصل این بخش توضیح داده شده است. شیخ الرئیس، اجسام را از جهت قوایشان به سه قسم تقسیم می‌کند، سپس می‌گوید: بحث ما در قسم دوم؛ یعنی واحد غیر مرکبی است که از دو قوه تشکیل شده است. در فصل دوم اصناف قوا و حرکات بسیطه را بیان کرده و خارج بودن طبیعت فلکیه را از طبیعت عنصریه تبیین می‌نماید. مخالفت فلک با اعیان اجسام بسیطه و ترتیب و اوصاف و اشکال آن‌ها و همین‌طور احوال جسمی که حرکت دایره‌ای دارد، در فصول بعدی مورد اشاره واقع شده‌اند. بو علی احوال کواکب را در ضمن فصلی جداگانه توضیح می‌دهد و نفوذ این اجرام در چشم را که اجرامی مریی و نورانی هستند، ویژگی جسم آسمانی می‌داند، لکن بعضی با همان نگاه اول قابل رؤیتند و بعضی در پس بعضی دیگرند و… فصل بعدی در حرکت‌هایی که کواکب دارند، می‌باشد. نوع حرکتی که افلاک دارند و نظریاتی که مردم در احوال زمین و سایر عناصر ارائه می‌کنند و همین‌طور تناقضی که در نظریات قائلان به سکون زمین وجود دارد، عنوان‌های فصل بعدی مقاله اول فن دوم طبیعیات شفا می‌باشد. آخرین فصل این فن اختصاص به بحثی راجع به خفیف و ثقیل دارد با این مضمون که جسم خفیف، حرکت دایره‌ای خود را حول مرکز به خاطر سبک بودنش با نهایت سرعت ادامه می‌دهد و ثقیل به خاطر وزنش نیرویی گریز از مرکز پیدا می‌کند که در این حرکت دایره‌ای به سختی در پی دور شدن از هسته مرکزی می‌باشد.

#### فن سوم
در فن سوم، راجع به کون و فساد بحث می‌گردد. در فصل اول این فن نظریات قدما را دربارهٔ کون و فساد اجسام و… بیان می‌کند. او معتقد است اجسام بسیطه‌ای که در جوهرشان مبادی حرکات مستدیره می‌باشد، قبول کون و فساد نمی‌کنند، اما اینکه اجسام دارای حرکت مستقیم، پذیرش کون و فساد را دارند، بحث دیگری است که شیخ الرئیس به اثبات آن پرداخته است. بیان حجت‌های هر کدام از طرفین و نقض براهین مخطئین، در فصول بعدی مورد بحث واقع شده. وی در این فن راجع به مزاج و نمو نیز سخن گفته و در نهایت ادوار کون و فساد را مورد بررسی قرار داده است.

#### فن چهارم
فن چهارم در افعال و انفعالات است که از دو مقاله تشکیل یافته است.

##### مقاله اول
مقاله اول که نه فصل دارد به این ترتیب می‌باشد:
1. بحث از طبقات عناصر.
2. بحثی از احوال دریاها.
3. بحثی در تعریف سبب تعاقب گرمی و سردی.
4. ارتباط کیفیت و کمیت اجسام که هر قدر کمیت شان زیادتر شود کیفیت شان نیز بیشتر خواهد شد.
5. آثاری که گرما و سرما در اجسام می‌گذارند، مانند بخار شدن، پختن، دود شدن، یخ زدن و…
6. چگونگی پخته شدن غذا و رسیدن میوه.
7. عوامل پختن، قلیان، تبخیر، تدخین، تصعید، ذوب، اشتعال و…
8. بحثی در حل و عقد اینکه اجسام با سردی و برودت حل گردیده و با گرما و حرارت انحلال و ذوبشان سخت می‌شود، مانند ذوب شدن نمک در آب و عدم انحلالش بر روی آتش.
9. اصناف انفعالات تر و خشک.[پاورقی ۱۷][پاورقی ۱۸]

##### مقاله دوم
مقاله دوم فن چهارم که دارای دو فصل می‌باشد، دربارهٔ مزاج است. چیستی و چگونگی مزاج به همراه تولد کیفیات چهارگانه از عناصر اربعه که در واقع تأییدی است بر آرای ارسطو مبنی بر اینکه اکثر فعل و انفعالات میان کرات نیز از فعل و انفعالات عناصر اربعه حاصل می‌شوند. در فصل دوم این مقاله، بو علی، در تحقیقی راجع به توابع مزاج، می‌گوید: واجب است دانسته شود که وقتی اجسام جمع شدند و ممزوج گردیدند برای بعضی مزاجی عارض نشود مگر مزاج خودش.

#### فن پنجم
فن پنجم، در معادن و آثار علویه است. در این قسمت نیز تأثیر ویژه‌ای از آثار علویه ارسطو به چشم می‌خورد. این فن دارای دو مقاله است.

##### مقاله اول
مقاله اول در مورد آنچه که بر زمین عارض و حادث می‌شود، است. شیخ الرئیس، فصل اول این مقاله را به موضوع کوه‌ها اختصاص داده است. وی چگونگی تشکیل کوه‌ها و ماهیت آن‌ها را بررسی کرده و عنایت ویژه‌ای نیز، مانند دیگر جاهایی که از عوامل طبیعی زمینی و آسمانی بحث می‌کند، به مشاهدات و تجربیات خود دارد. نوعی خاک در شط جیحون که مردم با آن سرشان را می‌شستند، از آن قبیل می‌باشد که بعد از بیست و سه سال، مؤلف خود شاهد تبدیل شدنش به سنگ بوده است. اینکه ابرها چگونه به وجود می‌آیند و همین‌طور چشمه‌ها، در فصل بعدی مورد بررسی قرار گرفته است. منابع آب‌ها، موضوع فصل دیگری است که بو علی بعد از آن به علل و عوامل زلزله‌ها پرداخته است. وی حرکتی را که عارض جزئی از اجزای زمین می‌شود و آن باعث بروز حرکت در لایه‌های رویی زمین می‌گردد، عامل زلزله شمرده است. بخارهای جمع شده در درون زمین، عامل دیگری برای زلزله قلمداد شده که به عقیده ابن سینا اگر در مناطق زلزله خیز شکافی در زمین ایجاد شود، آثار آن بخارات مشهود خواهد بود. تکوین معدنیات، عنوان فصل دیگری است که در آن به قول خود از احوال جواهر معدنیه صحبت کرده است. شیخ الرئیس اجسام معدنیه را بر چهار قسم می‌داند که عبارتند از: سنگ‌ها، گوگردها، نمک‌ها و ذائب‌ها که بعضی سخیف و ضعیف‌الجوهر و بعضی دیگر قوی‌الجوهر می‌باشند. وی در این بخش مواد مرکبه آن‌ها را بیان نموده و اشاره‌ای کوتاه نیز به مدعیات کیمیاگران دارد. در آخرین فصل از مقاله اول فن پنجم، به احوال اراضی مسکونه و امزجه بلاد می‌پردازد. سنگلاخ بودن بعضی از سرزمین‌ها، جنگلی بودن بعضی دیگر و همین‌طور نوع آب و هوایشان موضوع‌های این فصل می‌باشند.

##### مقاله دوم
مقالهٔ دوم این فن نیز مشتمل بر کائناتی است که نفسی ندارند. وی در اولین فصل این مقاله به چگونگی تشکیل ابرها پرداخته و کارایی آن‌ها را در فصول مختلف توضیح می‌دهد و اینکه از ابر واحد چگونه گاهی باران، گاهی برف و گاهی تگرگ به وجود می‌آید. در فصل دوم، دربارهٔ رنگین کمان و اینکه چگونه و در کجاها به وجود می‌آید، بحث می‌نماید. چگونگی به وجود آمدن بادها و انواع آن‌ها و تأثیرشان و همین‌طور بحث از صاعقه و رعد و برق و شهاب سنگ‌ها، موضوع فصول دیگر این مقاله است. ابن سینا در آخرین فصل این فن، بحثی را نیز راجع به طوفان‌ها ارائه می‌کند و می‌گوید: غلبه یکی از عناصر اربعه بر باد، باعث به وجود آمدن طوفان می‌گردد. اوضاع کواکب نیز در مرحله بعدی و در غلبه یکی از عناصر اربعه بر سایرین بی تأثیر نبوده و باعث وقوع طوفان می‌گردد. در این قسمت نیز ابن سینا مخالفت‌هایی با مشائین دارد که حاکی از آزاداندیشی و بلندنظری وی می‌باشد، زیرا در مباحث علمی تأثیرپذیر از هیچ مشرب خاصی نبوده و همواره به دنبال یافته‌های عالمانه و مستدل بوده است.

#### فن ششم
فن ششم، دربارهٔ نفس است. این فن مشتمل بر پنج مقاله می‌باشد.

##### مقاله اول
مقالهٔ اول دارای پنج فصل است که فصل اول آن، در اثبات و تعریف نفس است. در فصل بعدی نظریات قدما را دربارهٔ نفس و جوهر آن بیان کرده و در پی نقض آن‌ها می‌باشد. بو علی سومین فصل این مقاله را به داخل بودن نفس تحت مقولهٔ جوهر اختصاص داده است. او می‌گوید: ثابت کردیم که نفس، جسم نمی‌باشد… منشأ اختلاف افاعیل نفس که همان اختلاف قوای نفس می‌باشد، در فصل بعدی مورد بررسی واقع می‌گردد. در فصل پنجم نیز تقسیمات قوای نفس مطرح است؛ برای مثال قوای نفسانی را در یک تقسیم به سه دسته تقسیم می‌کند که عبارتند از:
1. نفس نباتیه که کارش تولد، رشد و تغذیه می‌باشد.
2. نفس حیوانیه که کارش درک جزئیات و تحرک بالاراده می‌باشد.
3. نفس انسانی که دارای دو قوه عامله و عالمه است.

##### مقاله دوم
دومین مقاله این فن که پنج فصل دارد با تحقیقی دربارهٔ قوای منسوب به نفس نباتیه آغاز می‌گردد. در قوای نفس نباتیه نیز اول به تغذیه پرداخته است. در فصل دوم اصناف ادراکات انسان را که عبارتند از قوای دارکه و حاسه، توضیح می‌دهد و در ادامه قوای حاسه لمسیه، ذائقه و شامه و سامعه را در ضمن فصولی تبیین می‌نماید.

##### مقاله سوم
شیخ الرئیس، در سومین مقاله این فن که هشت فعل دارد، دربارهٔ نور و شعاع آن و همین‌طور رنگ و منشأ آن و اینکه آیا نور جسم است یا نه و بررسی آرای مختلف در این زمینه و همین‌طور بررسی آرای گوناگون در مورد دیدن و علل آن و مطالبی چند در حواشی مبحث رؤیت صحبت می‌کند.

##### مقاله چهارم
مقاله چهارم مبحث نفس که چهار فصل دارد دربارهٔ حواس باطنه حیوان و افعال قوای مصوره و مفکره و افعال قوای متذکره روحیه و اینکه هر یک از این قوا دارای آلاتی جسمانی هستند و بحثی دربارهٔ نبوت، می‌باشد. ابن سینا دربارهٔ وهم می‌گوید: وهم حاکم اکبر در حیوانات است که به صورت انبعاث تخیلی حکم می‌کند؛ مثالی که بو علی در تمام آثار خود برای این قوه می‌زند، درک شیرینی عسل است که از دیدن رنگ و ظاهر آن، به مخیله انسان خطور می‌کند. او دربارهٔ قوه محرکه که هر حیوانی بعد از درک چیزی و احساس نیاز به آن، به سویش حرکت می‌کند، توضیح داده و نبوت را نیز بخشی از آن می‌داند. شهوت و غضب که اولی برای جلب منافع، اعم از خوردن برای ادامه حیات، جماع برای ادامه نسل و… و دومی برای دفع مفسده، مانند دوری از خطرات و دشمنان و… می‌باشد، دو نیروی محرکه نفس می‌باشند که برای انجام وظایف خود، دیگر نیروهای جسم را در اختیار دارند.
مقالهٔ پنجم که دارای چهار فصل می‌باشد، بیان گر مطالبی راجع به نفس انسانی است که عبارتند از: خواص فعل و انفعالاتی که انسان دارد. بو علی می‌گوید: از نفس انسانی افعال خاصی صادر می‌گردد که ویژهٔ انسان بوده و در سایر حیوانات موجود نمی‌باشد. وی یکی از نمونه‌ها را نیازهای انسان می‌داند که برای رفع آن‌ها به چیزی فراتر از آنچه طبیعت در اختیار حیوانات نهاده، مانند کشاورزی، خیاطی، نساجی، ساختن حروف و اصوات برای رساندن مقصود خود به دیگران و… نیاز دارد. مؤلف، در بخش دیگر، به چگونگی انتفاع نفس انسانی از حواس پرداخته و غایتا محال بودن تناسخ و فناناپذیر بودن نفس انسانی را به اثبات رسانده و فن مربوط به نفس را به پایان می‌برد.

#### فن هفتم
فن هفتم طبیعیات که دربارهٔ نبات می‌باشد از هفت فصل تشکیل یافته است که به عبارتی کوتاه‌ترین فن از فنون ثمانیهٔ طبیعیات شفا می‌باشد. در اولین فصل این فن تولد و اغتذاء و مزاج حیوان را توضیح داده و در فصل دوم اعضای نبات را تبیین می‌نماید. مبادی تغذیه، تولید، تولد در نبات به همراه چگونگی تولد اجزای گیاهان و اختلاف آن‌ها به حسب اماکن، در بخش بعدی توضیح داده شده‌اند. از جمله مسائل مطرح شده در این فن، تعریف شاخ و برگ و بوته گیاهان است. مؤلف به صورتی بسیار دقیق و عالمانه در مورد میوه و ثمرات گیاهان و انواع و اقسام آن توضیحاتی ارائه کرده و با بیان اصناف نبات و مزاج اشیایی که دارای نفس غاذیه می‌باشند، این فن را نیز به سرانجام می‌رساند.

#### فن هشتم
بو علی در نهایت، طبیعیات شفا را با فن هشتم که اختصاص به طبایع حیوان دارد، تمام می‌کند. مقاله ه‌ای نوزده‌گانه این فن که هر کدام از فصولی متشکل می‌باشند، به این صورت هستند:

##### مقاله اول
مقالهٔ اول که سه فصل دارد، ابتدا از اختلاف حیوانات به لحاظ ماوی، مطعم، اخلاق، اعمال و اعضاء بحث کرده و در ادامه اعضای کلیه و اعضای آلیه آن‌ها را مورد بررسی قرار می‌دهد.

##### مقاله دوم
در مقاله دوم، اختلاف حیوانات از جهت اعضای ظاهری و اعضای باطنی مطرح است.

##### مقاله سوم
در مقاله سوم که سه فصل دارد، اعضای باطنی حیوان تشریح شده و اختلاف میان فلاسفه و اطباء در مورد آن مطرح گردیده است و نیز از استخوان‌ها، موها و پشم‌های حیوانات، سخن به میان آمده است. مایعات بدن حیوان که عبارتند از خون، شیر و منی، در سومین فصل این مقاله، مورد بحث واقع گردیده‌اند.

##### مقاله چهارم
در مقالهٔ چهارم این فن، دو فصل وجود دارد که در اولین فصل آن راجع به حیوانات آبزی و… صحبت شده است و در فصل دومش دربارهٔ حس حیوان، حرکات و اصواتش و همین‌طور خواب و بیداری و نر بودن و ماده بودنش بحث گردیده است. در این فصل، بو علی، مدعی شده که تمام حیواناتی که خون دارند از حواس پنج‌گانه بهره‌مند می‌باشند و…

##### مقاله پنجم
در مقالهٔ پنجم نیز تولید مثل انواع حیوانات بررسی شده است. شیخ الرئیس از نوعی ماهی نام می‌برد که نر در میان آن‌ها نیست و به طریقی دیگر تولید نسل می‌کنند و بعضی دیگر از حیوانات را یاد می‌کند که آنچه زاییده‌اند، عین خودشان نمی‌باشد، مانند پروانه که زاده اش کرم می‌باشد.

##### مقاله ششم
تخم پرندگان و ماهی‌ها و مواد تشکیل دهندهٔ آنها، همین‌طور زمان تخم‌گذاری و محل آن، موضوع دو فصل مقاله ششم می‌باشد.

##### مقاله هفتم
اختلاف حیوانات از جهت ماوی، خوراک و اختلاف شان در طول عمر و اخلاق همراه با اشاره‌ای به امراض حیوانات، در مقاله هفتم مطرح است.

##### مقاله هشتم
در مقالهٔ هشتم نیز همین مطلب ادامه یافته و قدری توضیح بیشتر راجع به اخلاق حیوانات درنده، ماهی‌ها و پرندگان داده شده است

##### مقاله نهم
مراحل تکوین انسان از منی، موضوع مقاله نهم است. شیخ الرئیس، در فصل اول این مقاله اشاره به علایم بلوغ در انسان کرده و چگونگی تولید مثل را توضیح می‌دهد. وی بحثی نیز دربارهٔ اوج لذت جنسی که اصطلاح ارگاسم را در موردش به کار می‌برند، در مرد و زن دارد. مدت حمل و خون نفاس، از دیگر مطالبی است که در این فصل مطرح می‌شود. احتجاجی که جالینوس حکیم با یک فیلسوف در ارتباط با چگونگی جذب منی توسط رحم واقع گردیده، موضوع فصل دوم این مقاله می‌باشد. در فصل سوم بو علی بحثی مطرح می‌کند دربارهٔ منی نداشتن زنان که در ادامه اش چگونگی تکون اعضای مهم بدن از منی، تبیین گردیده است. آخرین مطلب مطرح شده در مقاله نهم، بیان احوال نوزاد و مادرش می‌باشد که در آن دوران بارداری در بلاد مختلف و مقایسه آن با سایر حیوانات، بحث شده است.

##### مقاله دهم
علت سقط جنین نیز عنوان مقاله دهم می‌باشد.

##### مقاله یازدهم و دوازدهم
دو مقاله بعدی که پانزده فصل دارد، ترکیب و مرکبات بدن، اعم از مزاج کلی، مزاج اعضاء، مزاج دندان‌ها، بحثی راجع به اخلاط و اصناف آن، توضیحاتی راجع به مغز و نخاع و عصب، مباحثی راجع به استخوان بندی و تشریح اعضای بینایی، شنوایی، بویایی، چشایی و اعضای دیگر سر و عضلاتشان مطرح می‌باشد.

##### مقاله سیزدهم
مقالهٔ سیزدهم کتاب که هفت فصل دارد و اعضای دستگاه گوارش در آن تشریح شده‌اند، به این ترتیب می‌باشد: بحثی در مورد دندان و دهان و…؛ تشریح اعضای تنفس، اعم از ریه، حنجره و دریچهٔ ریه؛ تشریح قلب و رگ‌های آن؛ تشریح مسیر عبور؛ بحثی خاص دربارهٔ امعا؛ تشریح کبد و اعضای کناری آن؛ مثانه و…

##### مقاله چهاردهم
در مقالهٔ چهاردهم، برخی اعضای دیگر مانند کلیه، ترقوه، کتف، دست‌ها، کمر، گردن، سینه، استخوان‌های سینه، پاها و اختلاف آن با پاهای حیوانات، صورت و لب‌ها و عضلات و ماهیچه‌های محرک آن‌ها توضیح داده شده است.

##### مقاله پانزدهم
پانزدهمین مقاله دربارهٔ احوال تولد و توالد حیوان می‌باشد که به مناسبت راجع به ذکر مرد و رحم زن نیز توضیحاتی داده است. دربارهٔ مواد تشکیل دهندهٔ فرزند که عبارت است از منی زن و مرد و دربارهٔ خون حیض، سخن گفته است.

##### مقاله شانزدهم
مقاله شانزدهم در تولد حیوانات از منی و تخم و چگونگی آن و همین‌طور علل عقیم بودن و تولد مؤنث یا مذکر می‌باشد.

##### مقاله هفدهم تا آخر
کثرت یا قلت تخم‌گذاری حیوانات و علل آن، موضوع مقالهٔ هفدهم می‌باشد که به دنبالش در مقالهٔ هجدهم، بحثی دوباره در علت تانیث و تذکیر، مطرح کرده و اختلاف طول عمر حیوانات را بررسی کرده است و طویل العمرترین پستان دار را بعد از فیل، انسان- به خاطر اعتدال مزاجش- می‌داند و در آخرین مقالهٔ کتاب احوال دیگری از انسان، مانند وضعیت جنین و طبیعت زن و مرد مورد تدقیق و بررسی واقع گردیده است.